# Vuelta a Navarra
La Vuelta a Navarra è una corsa a tappe maschile di ciclismo su strada che si svolge nella regione della Navarra, in Spagna, ogni anno nel mese di maggio. Dal 2005 al 2008 ha fatto parte del circuito UCI Europe Tour, come gara di classe 2.2, mentre dal 2009 è aperta ai soli dilettanti nazionali.
Il record di vittorie è detenuto dal ciclista spagnolo Mariano Díaz, con tre successi consecutivi (1961, 1962 e 1963). Dal 1962 al 1995 la competizione era riservata alla categoria dilettanti.

## Albo d'oro
Aggiornato all'edizione 2025.
| Anno                     | Vincitore                  | Secondo                | Terzo                       |
| ------------------------ | -------------------------- | ---------------------- | --------------------------- |
| 1941                     | Julián Berrendero          | José Jabardo           | Delio Rodríguez             |
| 1955                     | Antonio Jiménez Quiles     | Emilio Hernan          | Jesús Madrazo               |
| 1962                     | Antonio Luis Blanco        |                        |                             |
| 1963                     | Mariano Díaz               |                        |                             |
| 1964                     | Mariano Díaz               |                        |                             |
| 1965                     | Mariano Díaz               |                        |                             |
| 1966                     | Juan Daniel Perera         |                        |                             |
| 1967                     | José Antonio González      |                        |                             |
| 1968                     | José Suria                 |                        |                             |
| 1969                     | Lucien Van Impe            |                        |                             |
| 1970                     | Andrés Oliva               |                        |                             |
| 1971                     | José Luis Viejo            |                        |                             |
| 1972                     | Carlos Ocaña               |                        |                             |
| 1973                     | Enrique Martínez Heredia   |                        |                             |
| 1974                     | Santiago Segu              |                        |                             |
| 1975                     | Eulalio García             |                        |                             |
| 1976                     | non disputato              | non disputato          | non disputato               |
| 1977                     | Anastasio Greciano         |                        |                             |
| 1978                     | non disputato              | non disputato          | non disputato               |
| 1979                     | Guillermo De La Peña       |                        |                             |
| 1980                     | Francis Garmendia          |                        |                             |
| 1981                     | Iñaki Arregi               |                        |                             |
| 1982                     | Carlos Silvestre           |                        |                             |
| 1983                     | Oleh Čužda                 |                        |                             |
| 1984                     | Álvaro Fernández Fernández |                        |                             |
| 1985                     | Jean-Claude Ronc           |                        |                             |
| 1986                     | Carlos Muñiz               |                        |                             |
| 1987                     | Gabriel Sabbiao            |                        |                             |
| 1988                     | Dmitrij Ždanov             |                        |                             |
| 1989                     | Ignacio San Román          |                        |                             |
| 1990                     | Roberto Lezuan             |                        |                             |
| 1991                     | Alfredo Irusta             |                        |                             |
| 1992                     | Agustín Sagasti            |                        |                             |
| 1993                     | Óscar Lopez Uriarte        |                        |                             |
| 1994                     | Santiago Blanco            |                        |                             |
| 1995                     | Sergej Ivanov              |                        |                             |
| 1996                     | José Vicente García        | Christophe Paulve      | David Cancela               |
| 1997                     | Artur Babajcev             | José Francisco Jarque  | Carlos Sastre               |
| 1998                     | Ėduard Gricun              | Mikel Artexte          | Bram de Groot               |
| 1999                     | Óscar García               | José Urea              | Francisco Vila              |
| 2000                     | Carmelo Maurici            | Dmitrij Perfimovič     | Gustavo Toledo              |
| 2001                     | Julen Fernández            | Egoi Martínez          | Juan Gomis                  |
| 2002                     | Alberto Hierro             | Dionisio Gaspalsoro    | Iñigo Urretxua              |
| 2003                     | Santiago Segu              | Balázs Rothmer         | Aketza Peña                 |
| 2004                     | Aleksej Bugrov             | Antonio Berasategui    | Jorge Nogaledo              |
| 2005                     | Pavel Brutt                | Juan Carlos López      | Francisco Gutiérrez Álvarez |
| 2006                     | Jesús Tendero              | Pavel Brutt            | Donato Cannone              |
| 2007                     | Maurizio Biondo            | Luis Roberto Álvarez   | Aleksej Ščebelin            |
| 2008                     | Diego Tamayo               | Eritz Ruiz de Erentxun | Valerij Dmitriev            |
| 2009                     | Francisco Terciado         | César Fonte            | Thomas Lebas                |
| 2010                     | Víctor de la Parte         | Daniel Plaza Aira      | Daniel Díaz                 |
| 2011                     | Antoine Lavieu             | Yelko Gómez            | Adrian Alvarado             |
| 2012                     | Steve Bekaert              | Tim Wellens            | Joseba del Barrio           |
| 2013                     | Antonio Molina             | Higinio Fernández      | Miguel Ángel Benito         |
| 2014                     | Antonio Pedrero            | Jakub Kaczmarek        | Arnau Solé                  |
| 2015                     | Mikel Iturria              | Jorge Arcas            | Fernando Barceló            |
| 2016                     | Richard Carapaz            | Jonathan Cañaveral     | Josu Zabala                 |
| 2017                     | Jaime Castrillo            | Óscar Pelegri          | Juan Antonio López Cózar    |
| 2018                     | Francesco Romano           | Antonio Jesús Soto     | Óscar Linares               |
| 2019                     | Jefferson Cepeda           | Kobe Goossens          | Camilo Castro               |
| 2020-2021. non disputato |                            |                        |                             |
| 2022                     | Andrew Vollmer             | Harrison Wood          | Enekoitz Azparren           |
| 2023                     | Hugo Aznar                 | Simone Carrò           | David Delgado Higueruelo    |
| 2024                     | Alex Díaz Álvarez          | Iker Trigo             | Nil Gimeno                  |
| 2025                     | Unai Ramos                 | Iker Gómez             | Alejandro Granados          |